# Список млекопитающих Самоа
Этот список является списком видов млекопитающих обитающих на территории Самоа, здесь насчитывается 9 видов млекопитающих, из которых 1 находится под угрозой исчезновения, а 2 являются уязвимыми.
Следующие теги используются для выделения статуса сохранения каждого вида по оценке МСОП:
| EX | Extinct               | Исчезнувший                       |
| EW | Extinct in the wild   | Исчезнувшие в дикой природе       |
| CR | Critically Endangered | Находится под критической угрозой |
| EN | Endangered            | Находится под угрозой             |
| VU | Vulnerable            | Уязвим                            |
| NT | Near Threatened       | Близкий к угрожающему состоянию   |
| LC | Least Concern         | В наименьшей угрозе               |
| DD | Data Deficient        | Сведения недостаточны             |
| NE | Not Evaluated         | Виды с неисследованным статусом   |

Некоторые виды были оценены с использованием более ранних критериев. Виды, оцененные с использованием этой системы, имеют следующие категории вместо угрожаемых и наименее опасных:
| LR/cd | Lower risk/conservation dependent | Виды, которые были в центре внимания программ сохранения и, возможно, перешли в категорию более высокого риска, если эта программа была прекращена. |
| LR/nt | Lower risk/near threatened        | Виды, которые близки к тому, чтобы классифицироваться как уязвимые, но не являются объектом программ сохранения.                                    |
| LR/lc | Lower risk/least concern          | Виды, для которых не существует идентифицируемых рисков.                                                                                            |

## ПодклассЗвери

### ОтрядРукокрылые
- Семейство Крылановые
  - Подсемейство Pteropodinae
    - Род Летучие лисицы
      - Самоанская летучая лисица Pteropus samoensis  VU 
      - Тонганская летучая лисица Pteropus tonganus LR/lc
- Семейство Гладконосые летучие мыши
  - Подсемейство Myotinae
    - Род Ночницы
      - Самоанская ночница Myotis insularum  DD
- Семейство Футлярохвостые
  - Род Афроазиатские мешкокрылы
    - Полинезийский мешкокрыл Emballonura semicaudata  EN

### ИнфраотрядКитообразные
- Парвотряд Усатые киты
  - Семейство Полосатиковые
    - Подсемейство Megapterinae
      - Род Горбатые киты
        - Горбатый кит Megaptera novaeangliae  VU
- Парвотряд Зубатые киты
  - Надсемейство Речные дельфины
    - Семейство Клюворыловые
      - Подсемейство Hyperoodontinae
        - Род Ремнезубы
          - Японский ремнезуб Mesoplodon ginkgodens  DD 

    - Семейство Дельфиновые
      - Род Афалины
        - Афалина Tursiops truncatus  DD 

      - Род Продельфины
        - Длиннорылый продельфин Stenella longirostris LR/cd

      - Род Малайзийские дельфины
        - Малайзийский дельфин Lagenodelphis hosei  DD

## Заметки
1. ↑  Этот список получен из Красной книги МСОП, в котором перечислены виды млекопитающих и включает тех млекопитающих, которые недавно были классифицированы как вымершие (с 1500 г. н. э.). Таксономия и названия отдельных видов основаны на тех, которые использовались в существующих статьях Википедии по состоянию на нынешний день и дополнены общими названиями и таксономией от МСОП, Смитсоновского института или Мичиганского университета, где не было статьи в Википедии.